# Chloroclystis bilineolata
Chloroclystis bilineolata är en fjärilsart som beskrevs av Walker 1862. Chloroclystis bilineolata ingår i släktet Chloroclystis och familjen mätare. Inga underarter finns listade i Catalogue of Life.